# Carl Medjani
Carl Medjani (arabisch كارل مجاني, DMG Kāril Maǧānī; * 15. Mai 1985 in Lyon, Frankreich) ist ein französisch-algerischer Fußballspieler.
Von 2000 bis 2006 lief er insgesamt 54 Mal für diverse französische Jugendauswahlmannschaften auf. 2010 wechselte er den Verband und spielte insgesamt acht Jahre für Algerien. Zwischen 2015 und 2017 war er etatmäßiger Kapitän der algerischen Nationalmannschaft.

## Karriere

### Verein
Der 1985 im französischen Lyon geborene Medjani begann seine Karriere in der Akademie des französischen Traditionsvereins AS Saint-Étienne, wo er zu einem der größten Talente seines Jahrgangs heranreifte. In der Spielzeit 2002/03 kam er im Alter von 17 Jahren zu insgesamt 4 Spielen in der B-Mannschaft des Vereins, ohne jedoch für die Profi-Abteilung herangezogen zu werden. In der Folge lehnte er einen Profivertrag, der ihm von Saint-Étienne angeboten wurde, ab, wodurch er zu einer der begehrtesten Transferaktien der Sommerübertrittszeit mutierte.
Neben dem FC Bayern München, Juventus Turin und dem FC Arsenal bekundeten vor allem Manchester United und der FC Liverpool großes Interesse an einer Verpflichtung des Spielers. Bei Manchester United bemühte sich Alex Ferguson persönlich um den Transfer und lud Carl Medjani im Februar 2003 auf das Vereinsgelände ein, um ihm den Trainingskomplex des Vereins vorzustellen. Ein Vertragsangebot von ManU folgte, Medjani entschied sich jedoch für Landsmann Gérard Houllier, damals Manager des FC Liverpool, der ihm eine bessere Perspektive bot.
In Liverpool sollte er behutsam an die Profimannschaft herangeführt werden und verstärkte vorerst die Reserve-Mannschaft, die er bereits zur Rückrunde als Kapitän aufs Feld führen durfte. Zur Folgesaison deutete alles auf seinen Aufstieg in die Profimannschaft der Reds hin, ehe Houllier durch Rafael Benítez ersetzt wurde. Benítez baute die Mannschaft in Folge nach seinen Vorstellungen um und verpflichtete insgesamt vier neue Abwehrspieler. Medjani hatte daraufhin keine Perspektive in der Premier-League-Mannschaft der Reds zu spielen und wurde in die Ligue 2 an den FC Lorient ausgeliehen.
In der mit Talenten wie Karim Ziani oder André-Pierre Gignac gespickten Mannschaft konnte sich Medjani auf Anhieb etablieren und bildete gemeinsam mit Richard Martini die Innenverteidigung der Bretonen. Die Spielzeit verlief für den Verein jedoch enttäuschend. Als ambitionierter Aufstiegskandidat gestartet, war man vor allem in der Rückrunde eingebrochen und beendete die Saison auf Tabellenplatz 10. In Folge bemühte sich der als Talenteförderer bekannte Lorient-Trainer Christian Gourcuff um eine Verlängerung des Leihvertrags von Medjani, die Liverpool ablehnte.
Vor allem Benítez hatte sein Veto für eine weitere Ausleihe des Spielers eingelegt, da er ihn nach seinen starken Leistungen für Lorient als Alternative für die Profimannschaft der Reds einplante. In Folge absolvierte er die gesamte Saisonvorbereitung des Vereins und saß in der Qualifikation zur Champions League im Heimspiel gegen den FBK Kaunas das erste Mal in einem Bewerbsspiel auf der Bank der Profis. Nachdem sich für Medjani in Folge herausstellte, dass er von Benítez als Ergänzung für die Profimannschaft eingeplant wird und zum Großteil abermals in der Reserve zum Einsatz kommen würde, bat er um ein weiteres Leihgeschäft, um Spielpraxis in einer Profiliga zu sammeln. Daraufhin wurde er für ein Jahr in die Ligue 1 an den FC Metz ausgeliehen.
In Metz startete er neben Jamal Alioui als Stamm-Innenverteidiger in die Saison, den er jedoch nach schwachen Leistungen zu Saisonbeginn bald verlor. Es folgten 23 Spiele, alle fast ausschließlich über die vollen 90 Minuten, in denen er sich fast in jedem Spiel auf einen anderen Abwehrpartner einstellen musste. Die Mannschaft präsentierte sich über die gesamte Saison als nicht erstligatauglich, wobei man vor allem in der Defensive große Schwächen offenbarte. Medjani, der zu dieser Zeit den Ruf eines der größten Abwehrtalente des Landes zu sein innehatte, litt augenscheinlich unter der daraus resultierenden hohen Erwartungshaltung. Er lieferte zwar konstante Leistungen ab, ohne jedoch zu glänzen, wofür er oftmals in den Medien kritisiert wurde. Metz stieg zum Saisonende als Tabellenletzter mit der schlechtesten Defensive ab, Medjani ging zurück zu Liverpool.
Zurück bei den Reds teilte ihn Benítez mit, dass durch die zwischenzeitlichen Verpflichtungen von Antonio Barragán, Jan Kromkamp und Daniel Agger ein Überangebot an Abwehrspielern bestehen würde und er keine Rolle in den zukünftigen Planungen für die Profi-Mannschaft spielen würde.
In Folge bemühte sich vor allem der FC Lorient mit Trainer Gourcuff um den Spieler, der in der Spielzeit 2004/05 starke Leistungen für den Verein erbracht hatte. Im Juli 2006 wechselte er daraufhin ablösefrei zurück zu Lorient.
Zurück in Lorient war er in der zweiten und dritten Spielrunde in der Stammformation aufgeboten, ehe er verletzungsbedingt bis zum November 2006 ausfiel. Danach war er bis zur Winterübertrittszeit Stammspieler, spielte jedoch überwiegend schwach, wodurch er in der Rückrunde seinen Stammplatz an Sylvain Marchal verlor. In der Rückrunde startete der Verein einen Erfolgslauf und die etatmäßige Innenverteidigung Marchal/Guillaume Moullec glänzte mit starken Leistungen. Medjani avancierte dadurch zum großen Verlierer und absolvierte bis zum Saisonende kein weiteres Spiel für Lorient. In Folge entschloss sich der Verein den in seiner Entwicklung stagnierenden Spieler in die Ligue 2 nach Korsika an den AC Ajaccio zu verleihen.
In Liga 2 bot er daraufhin wieder starke Leistungen und entwickelte sich zum Abwehrchef der Ajacciens, die ihn in der Folge für eine unbekannte Ablösesumme fest von Lorient verpflichteten. Mit den Korsen scheiterte Medjani drei Mal am Wiederaufstieg, ehe im Mai 2011 der Sprung zurück ins Oberhaus gemeistert werden konnte. Daraufhin absolvierte er 54 Erstligapartien für Ajaccio, ehe er im Januar 2013 zum AS Monaco wechselte. Wenige Monate später, im Sommer 2013, wurde er an den griechischen Rekordmeister Olympiakos Piräus ausgeliehen. Medjani konnte sich beim griechischen Klub nicht durchsetzen und brachte es in der Hinrunde auf vier Ligaeinsätze. Im Winter 2013 kehrte er zum AS Monaco zurück, um sich, abermals auf Leihbasis, dem FC Valenciennes anzuschließen.
Zur Saison 2014/15 wechselte Medjani in die türkische Süper Lig zum Traditionsklub Trabzonspor.
Dort konnte sich Medjani prompt etablieren und erzielte in seiner ersten Saison in 30 Liga-Spielen sieben Tore; zudem absolvierte er neun Spiele in der Europa League (ein Tor).
Im Februar 2016 wechselte er zu UD Levante. In Levante blieb Medjani bis zum Ende der Saison 2015/16 und unterschrieb danach bei CD Leganés. Für CD Leganés kam er zu acht Ligaeinsätzen und kehrte in der Winterpause 2017 zurück zu Trabzonspor. Im Sommer 2017 zog er dann innerhalb der Süper Lig zum Aufsteiger Sivasspor weiter.
In der Wintertransferperiode 2018/19 wechselte er zum Ohod Club al-Madīnah nach Saudi-Arabien und von dort ein Jahr später zum französischen Sechstligisten FC Salaise-sur-Sanne.

### Nationalmannschaft
Bereits im Alter von 14 Jahren debütierte Medjani im Jahr 2000 in der französischen U-15 auf internationaler Ebene für sein Heimatland. In Folge war er in der U-15/U-16/U-17/U-18 und der U-21 Mannschaftskapitän und kam bis 2006 in insgesamt 54 Jugendländerspielen für Frankreich zum Einsatz. Seinen größten Erfolg feierte er mit der U-17 Nationalmannschaft, mit der er bei der Europameisterschaft 2002 in Dänemark bis ins Finale vordrang, wo man gegen die Schweiz mit 4:2 im Elfmeterschießen unterlag.
Nachdem ihm infolge der erwartete Durchbruch im Profigeschäft verwehrt geblieben war, wurde er niemals in die französische Fußballnationalmannschaft einberufen.
Da sein Vater Algerier ist und er somit auch automatisch die algerische Staatsangehörigkeit besitzt, fragte Anfang 2010 der algerischen Verband bezüglich eines Nationenwechsels an. Er bekannte seine Bereitschaft, auf internationaler Ebene für Algerien aufzulaufen.
Am 1. Juni 2010 wurde er von Nationalmannschaftstrainer Rabah Saâdane, ohne jegliches Länderspiel absolviert zu haben, in den endgültigen Kader Algeriens für die Fußball-Weltmeisterschaft 2010 in Südafrika nominiert.
Nachdem er bei dieser Weltmeisterschaft ohne Einsatz geblieben war, debütierte er am 11. August 2010 in einem Freundschaftsspiel gegen Gabun.
Mit Algerien nahm er am Afrika-Cup 2013 teil, wo er allerdings nur im ersten Gruppenspiel gegen Tunesien zum Einsatz kam.
Nach dem Turnier etablierte sich Medjani unter Nationaltrainer Vahid Halilhodzic endgültig als Stammkraft und absolvierte zwischen März 2013 und Juni 2015 27 der 29 ausgetragenen Länderspiele des Nationalteams.
Darunter nahm er auch an der Fußball-Weltmeisterschaft 2014 teil, wobei ihm mit Algerien der erstmalige Einzug in das Achtelfinale gelang.
Bei der Fußball-Afrikameisterschaft 2015 gehörte Medjani unter dem neuen Nationalcoach, seinem früheren Förderer Christian Gourcuff ebenfalls zu den tragenden Säulen des Teams und spielte in allen drei Gruppenspielen, sowie im Viertelfinale über die volle Distanz.
Nach dem Rücktritt von Madjid Bougherra im März 2015 wurde er zum neuen Kapitän der Nationalmannschaft ernannt. Im Juni 2017 verkündete der neue Nationaltrainer Lucas Alcaraz, dass Medjani die Kapitänsbinde an Torwart Raïs M’Bolhi abgeben werde.
Er absolvierte bis zum 7. Juni 2018 insgesamt 62 Partien, in denen er vier Mal traf.

## Erfolge
- 1× U-17 Vize-Europameister: 2002
- 2× Sieger Turnier von Toulon: 2005, 2006 (U-21)
- 1× Griechischer Meister: 2014